# Schlingentisch

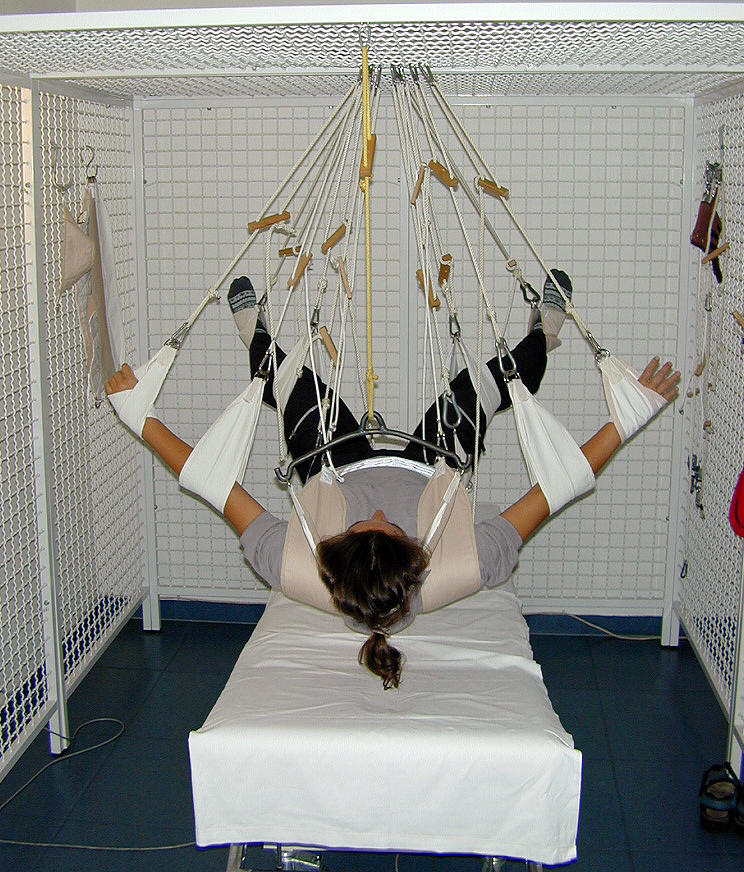
Behandlung mit dem Schlingentisch

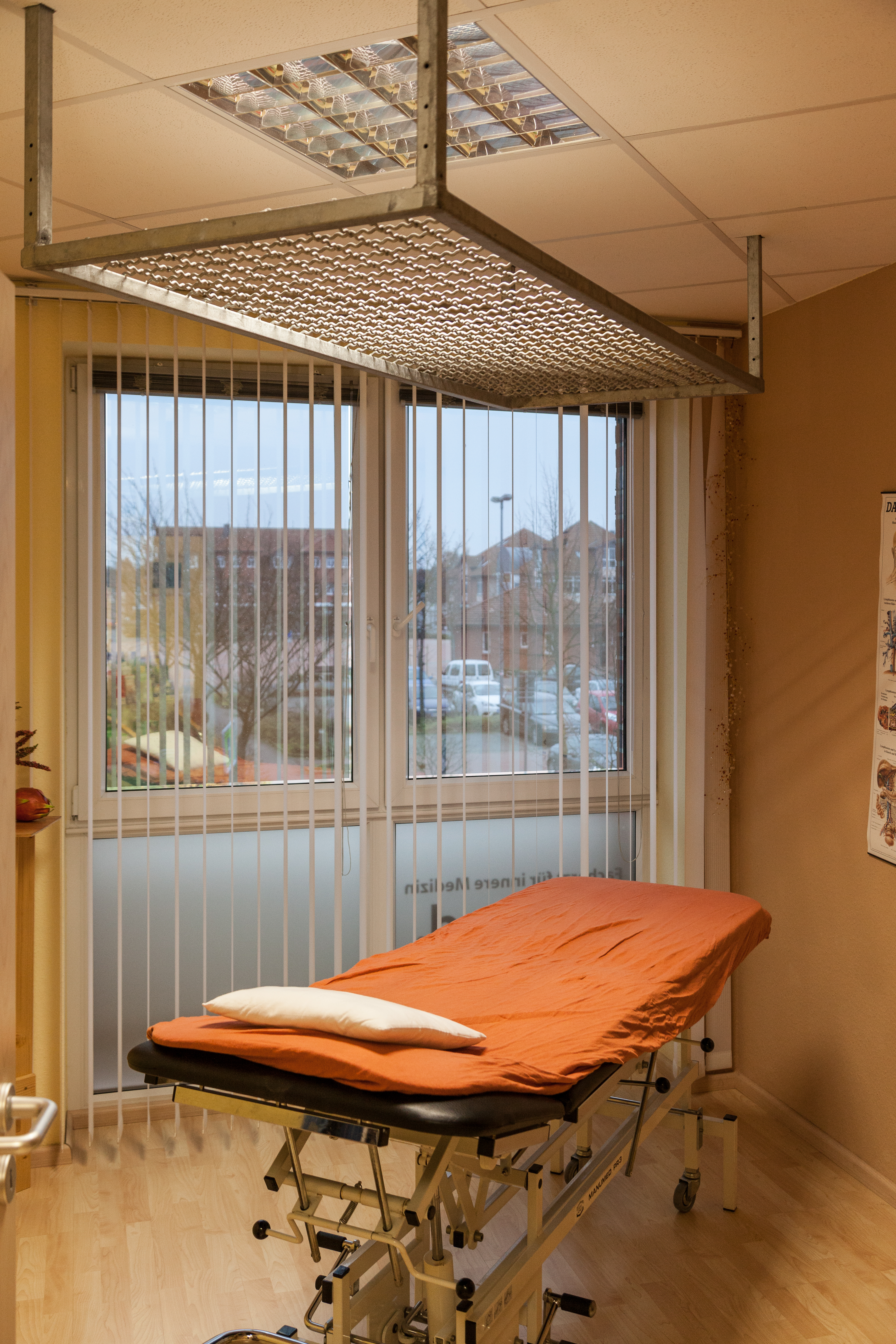
Schlingentisch

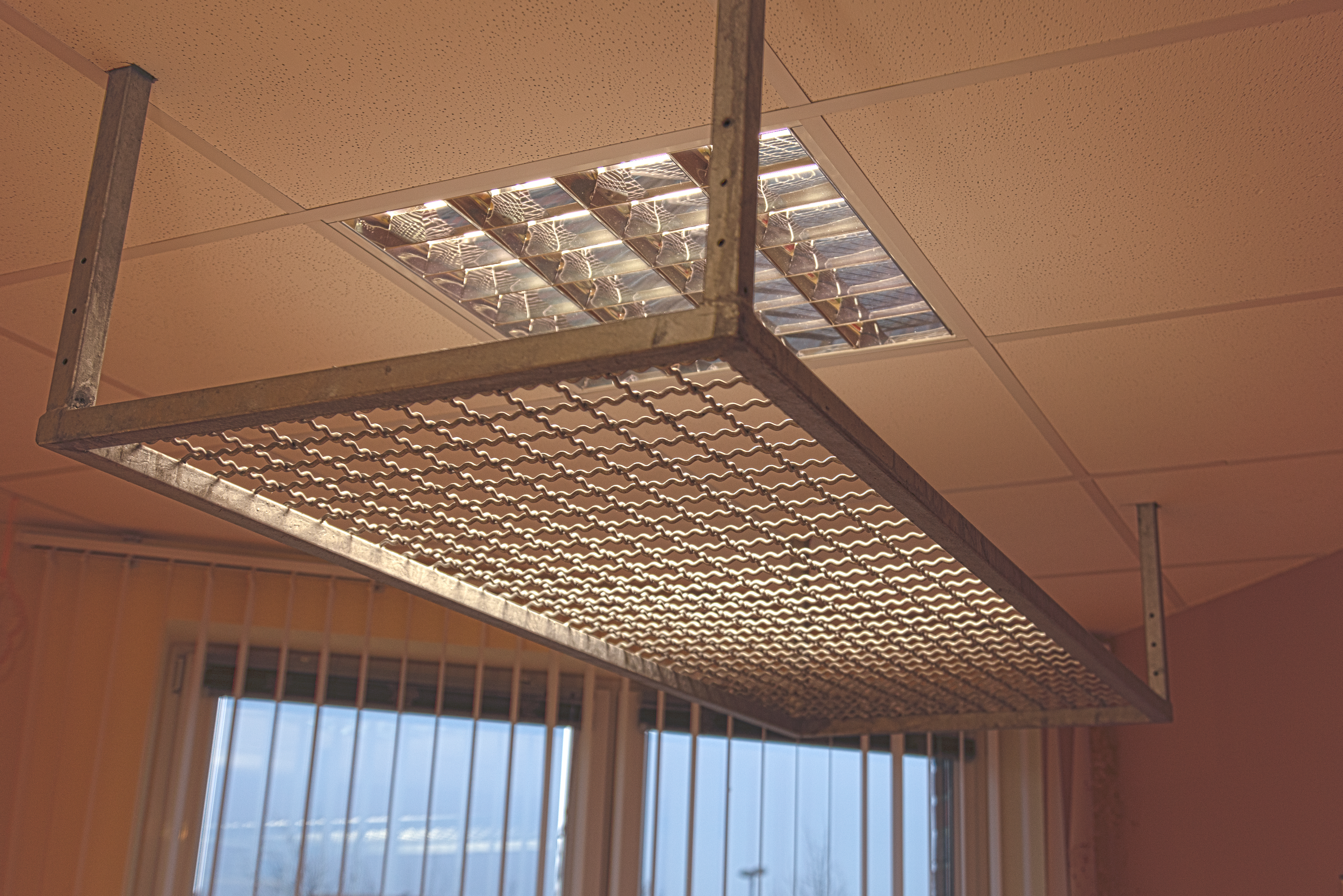
Schlingentisch (Detailaufnahme: Decke)

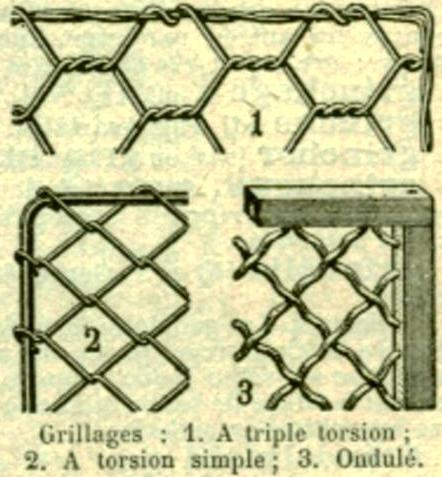
Gewelltes Drahtgitter (Muster Nr. 3)

Der Schlingentisch wird in der Physiotherapie oder in der Physikalischen Therapie als Therapiehilfsmittel benutzt, um die betroffenen, schmerzhaften oder auch unbeweglichen Gliedmaßen zu behandeln. 
Die bauliche Ausführung besteht aus einem circa zwei Meter hohen, genau so langen und einen Meter breiten, stabilen Stahlrahmengestell, der das Aussehen eines überdimensionierten Tisches hat. Spezialausführungen können auch umgedreht von der Decke hängend befestigt sein. Auf diesem Rahmen ist meist ein Drahtgitter verschweißt. In das Gitter werden Seile oder Schnüre mit daran befestigten „Schlingen“ (genauer: offene Schlaufen, breite Gurte, Bänder, Manschetten etc.), sowie auch einfache Flaschenzüge, oder einzelne Rollen variabel mit Karabinerhaken eingehängt, verknotet oder anderweitig befestigt. Die fachliche Bezeichnung hierfür nennt sich „Schlingenbesteck“.

Der Patient befindet sich auf einer Liege darunter und kann so an den betroffenen Körperabschnitten oder auch komplett hochgezogen werden. Die einzelnen Anwendungen sind jedoch abhängig von der Diagnose und der therapeutischen Zielsetzung.
Der Schlingentisch ist für bestimmte orthopädische Diagnosen ein unverzichtbarer Bestandteil der physiotherapeutischen Behandlung. 
Anwendungsbeispiele:
- Extension (Medizin) und Flexion (Medizin) der Gelenke.
- Arthrose des Hüftgelenkes, kann mit Hilfe des Schlingentisches wesentlich gelenkschonender und damit effektiver behandelt werden.
- Wirbelsäulenbeschwerden, auch unter bestehendem Übergewicht, können mit diesem Hilfsmittel dem Patienten zu einer größtmöglichen Entlastung und Entspannungsfähigkeit verhelfen.

## Bemerkungen
1. ↑  Es gibt auch Rohrgestelle mit verschieb- und fixierbaren Stangen bzw. Rohren.
2. ↑  Die Schlingen sind nicht zuziehend, sondern lockere „Ablageschlaufen“ und mehr der „Armschlinge“ ähnlich.